# Керл, Георг Генрих Бруно
Георг Генрих Бруно Керл (нем. Georg Heinrich Bruno Kerl; 24 марта 1824—1905) — германский металлург.
В 1867—1897 гг. профессор в Берлине.
Важнейший труд Керла «Handbuch der metallurgischen Hüttenkunde» 1855—1856; (2 изд., 1861—1865).
Другие его сочинения:
- «Der Oberharz, ein Wegweiser beim Besuche der Oberharzer Gruben» (1852);
- «Anleitung zum Studium der Harzer Hüttenprozesse» (1857);
- «Die Oberharzer Hüttenprozesse zur Gewinnug von Silber u. s. w.» (2 изд., 1860);
- «Die Rammelsberger Hüttenprozesse» (2 изд., там же, 1861);
- «Repertorium der technischen Litteratur» (1871);
- «Grundriss der Eisenprobierkunst» (там же, 1875);
- «Leitfaden bei qualitativen und quantitativen Lötrohruntersuchungen» (2 изд. 1877);
- «Handbuch der Thonwarenindustrie» (2 изд., 1879);
- «Grundriss der allgemeinen Hüttenkunde» (2 изд., 1879);
- «Grundriss der Mettallhüttenkunde» (2 изд. 1881);
- «Metallurgische Probierkunst» (2 изд. 1882);
- «Fortschritte in der metallurgischen Probierkunst in den J. 1882—1887» (1887).

Вместе с Ф. Штроманом Керл перевёл и переработал известную книгу Маспрэтта «Химия в приложении к ремёслам и производству» (нем. «Chemie in Anwendung auf Künste und Gewerbe»; 4 изд. 1886—1888).
С 1859 Керл был соредактором «Berg— und Hüttenmannische Zeitung».